# Mars Polar Lander
Mars Polar Lander – bezzałogowa sonda kosmiczna NASA. Celem misji było pierwsze lądowanie w rejonie podbiegunowym Marsa. Poza głównym lądownikiem na pokładzie sondy leciały także dwa penetratory o wspólnej nazwie Deep Space 2, później otrzymały nazwy Amundsen i Scott. Start nastąpił 3 stycznia 1999 roku rakietą Delta II z Przylądka Canaveral. Sonda uległa zniszczeniu podczas lądowania na Marsie.

## Tło misji

### Historia
Jako część misji Mars Surveyor '98 lądownik miał za zadanie zebranie danych klimatycznych z powierzchni planety. NASA spodziewała się, że pod cienką warstwą pyłu na biegunie znajdują się duże ilości lodu wodnego, udowodnienie tej teorii było głównym powodem wyboru bieguna jako miejsca lądowania. Na pokładzie lądownika znajdowała się płyta CD-ROM zawierająca imiona miliona dzieci z całego świata jako część programu „Wyślij Swoje Imię na Marsa” („Send Your Name to Mars”) w celu wzbudzenia zainteresowania dzieci programem kosmicznym.
Główne cele misji zakładały:
- lądowanie w rejonie południowego bieguna Marsa;
- poszukiwanie śladów zmian klimatycznych w przeszłości;
- zobrazowanie zmian klimatycznych oraz zmian pór roku na dużych szerokościach geograficznych oraz przepływu pary wodnej między gruntem i atmosferą;
- poszukiwanie lodu pod powierzchnią okolic polarnych oraz poszukiwanie związanego dwutlenku węgla oraz wody w glebie Marsa;
- badanie morfologii, geologii, topografii oraz pogody na miejscu lądowania.

### Próbniki Deep Space 2
Mars Polar Lander posiadał dwa małe, identyczne próbniki, które miały odłączyć się od lądownika podczas opadania przez atmosferę i uderzyć z wysoką prędkością w marsjańską ziemię w celu badania składu gruntu pod powierzchnią Marsa. Po wejściu w atmosferę, wszystkie próby kontaktu z próbnikami nie powiodły się.

### Parametry techniczne sondy
- Masa startowa 576 kg
- Masa lądownika 290 kg
- Lądownik miał kształt ośmiokąta o maksymalnej szerokości 3,6 m
- Wysokość lądownika 1,06 m
- Zasilanie z sześciu paneli słonecznych o łącznej powierzchni 2,9 m²
- Lądownik miał działać przez okres 90 dni marsjańskich

### Aparatura naukowa
- kamera MARDI – fotografowanie terenu w czasie opadania na powierzchnię
- stereoskopowa kamera SSI
- zestaw urządzeń mereorologicznych MET
- analizator gazów MVACS
- mechaniczne ramię z koparką do odsłonięcia warstw podpowierzchniowych
- lidar
- mikrofon do rejestracji dźwięków

## Przebieg misji

### Start
Mars Polar Lander został wystrzelony 3 stycznia 1999 roku o godzinie 20:21:10 UTC z Cape Canaveral Space Force Station na Florydzie na pokładzie rakiety Delta II. Lot trwał 11 miesięcy z prędkością 6,994 km/s.

### Próba lądowania
Sonda dotarła do Marsa w grudniu 1999 roku. 3 grudnia rozpoczęto procedurę lądowania. Na czas przechodzenia przez atmosferę komunikacja z lądownikiem została przerwana. Kapsuła podróżująca z prędkością ponad 6,9 km/s weszła w atmosferę Marsa o godzinie 20:10:00 UTC. Oczekiwano ponowne nawiązanie komunikacji o godzinie 20:39:00 UTC, jednak nie udało się tego osiągnąć i ostatecznie ogłoszono utratę lądownika.

#### Zamierzone działania
Przechodząc przez atmosferę, lądownik wytracał prędkość poprzez hamowanie aerodynamiczne, korzystając z 2,4-metrowej osłony termicznej. Trzy minuty po rozpoczęciu manewru, na wysokości 8,8 km, prędkość zmalała do 496 m/s, co pozwoliło na rozłożenie 8,4 metrowego spadochronu, który zwolnił prędkość opadania do 85 m/s. Minutę później spadochron został odczepiony, a lądownik miał być dalej spowalniany przez silniki rakietowe. Przyziemienie planowano na godzinę 20:15:00 UTC.
Praca aparatury miała się rozpocząć pięć minut po przyziemieniu, jako pierwsze rozkładając ogniwa słoneczne, następnie ukierunkowanie anteny w stronę Ziemi i rozpoczęcie 45 minutowej transmisji, przysyłając 30 zdjęć z powierzchni Marsa. Później lądownik powinien się wyłączyć na 6 godzin w celu naładowania baterii. Planowana długość misji wynosiła 90 marsjańskich dni, z możliwością przedłużenia.

### Utrata komunikacji
Przyczyna utraty komunikacji nie jest znana, jednak analizy powypadkowe stwierdziły, że najbardziej prawdopodobną przyczyną był błąd oprogramowania. Komputer niepoprawnie identyfikował dane gromadzone podczas opadania i wyłączył silniki hamujące około 40 metrów nad powierzchnią. Ponadto komisja badawcza wysunęła inne koncepcje, które z braku dowodów nie mogą być wykluczone:
- warunki na powierzchni przekroczyły możliwości lądownika
- utrata stabilności podczas przechodzenia przez atmosferę
- wybrana strefa lądowania mogła nie sprzyjać lądowaniu
- utrata kontroli z powodu przesunięcia środka ciężkości
- awaria osłony termicznej spowodowana uderzeniem mikrometeorytu

Utrata Mars Polar Landera nastąpiła dwa i pół miesiąca po stracie Mars Climate Orbitera.